# Nuda proprietà vendesi
Nuda proprietà vendesi è un film TV diretto da Enrico Oldoini e prodotto per la Rai e Canal+, andato in onda in prima TV nel 1998.

## Trama
Domenico e Costanza, ormai anziani e senza figli, vogliono vendere la nuda proprietà del palazzo in cui vivono a una giovane coppia. Per convincerli, con l'aiuto della portiera, si presentano come gravemente malati.

## Curiosità
- Per il ruolo di Domenico era stato scelto Marcello Mastroianni, ma quest'ultimo non poté prendere parte al progetto per motivi di salute. Successivamente il regista Enrico Oldoini propose Lino Banfi, ma la produzione francese obiettò dicendo che Banfi era un attore comico e che questo era invece un ruolo drammatico. Dopo le insistenze del regista, le produzioni italiana e francese contattarono e confermarono Lino Banfi nel ruolo di Domenico.[2]